# Tata Indigo
Der Tata Indigo ist ein Kleinwagen, der von Tata Motors in Indien zwischen 2002 und 2018 hergestellt wurde. Es handelt sich um die Stufenheck- und Kombiversionen des Indica. Bereits seit 2014 wird das Nachfolgemodell Tata Zest des Indigo Manza parallel produziert. Der Zest basiert auf dem Nachfolger des Indica, dem Tata Bolt.

## 1. Generation „Indigo“ und „Indigo Marina“ (2002–2018)

### Indigo Limousine (2002–2009)
2002 stellte Tata die Limousine Indigo vor. Der Wagen wurde von hauseigenen Designern entworfen und stellte die Limousinenversion des Indica dar. Die beiden Fahrzeuge haben eine große Anzahl von Gleichteilen. Der Indigo wird oft als „Luxuswagen des Arbeiters“ bezeichnet.

### Indigo SX (2005–2009)
2005 brachte Tata den Indigo SX, eine Luxusausführung des normalen Indigo, heraus. Er bietet ein Lederlenkrad, Ledersitze, elektrisch einstellbare Außenspiegel, CD-Spieler, LCD-Bildschirme in den vorderen Kopfstützen, zusammen mit der Grundausstattung, wie Servolenkung, elektrische Fensterheber und Zentralverriegelung.

### Indigo XL (2007–2009)
Der Indigo XL wurde ab Januar 2007 verkauft. Es handelt sich dabei um die Langversion der Limousine mit um 200 mm verlängertem Radstand und 101 bhp-Motor. Das Benzinmodell hat einen Motor mit zwei obenliegenden Nockenwellen, 16 Ventilen und Mehrpunkteinspritzung (MPFI). Der Diesel hat einen DICOR-Motor.

### Indigo CS (2008–2018)
Auf der Automobilausstellung in New Delhi stellte Tata 2008 den Indigo CS vor. „CS“ bedeutet Compact Sedan. Für den Indigo CS ist in Indien aufgrund der geringeren Länge weniger Luxussteuer zu bezahlen, was ihn wirtschaftlicher macht.

### Indigo Marina (2004–2009)

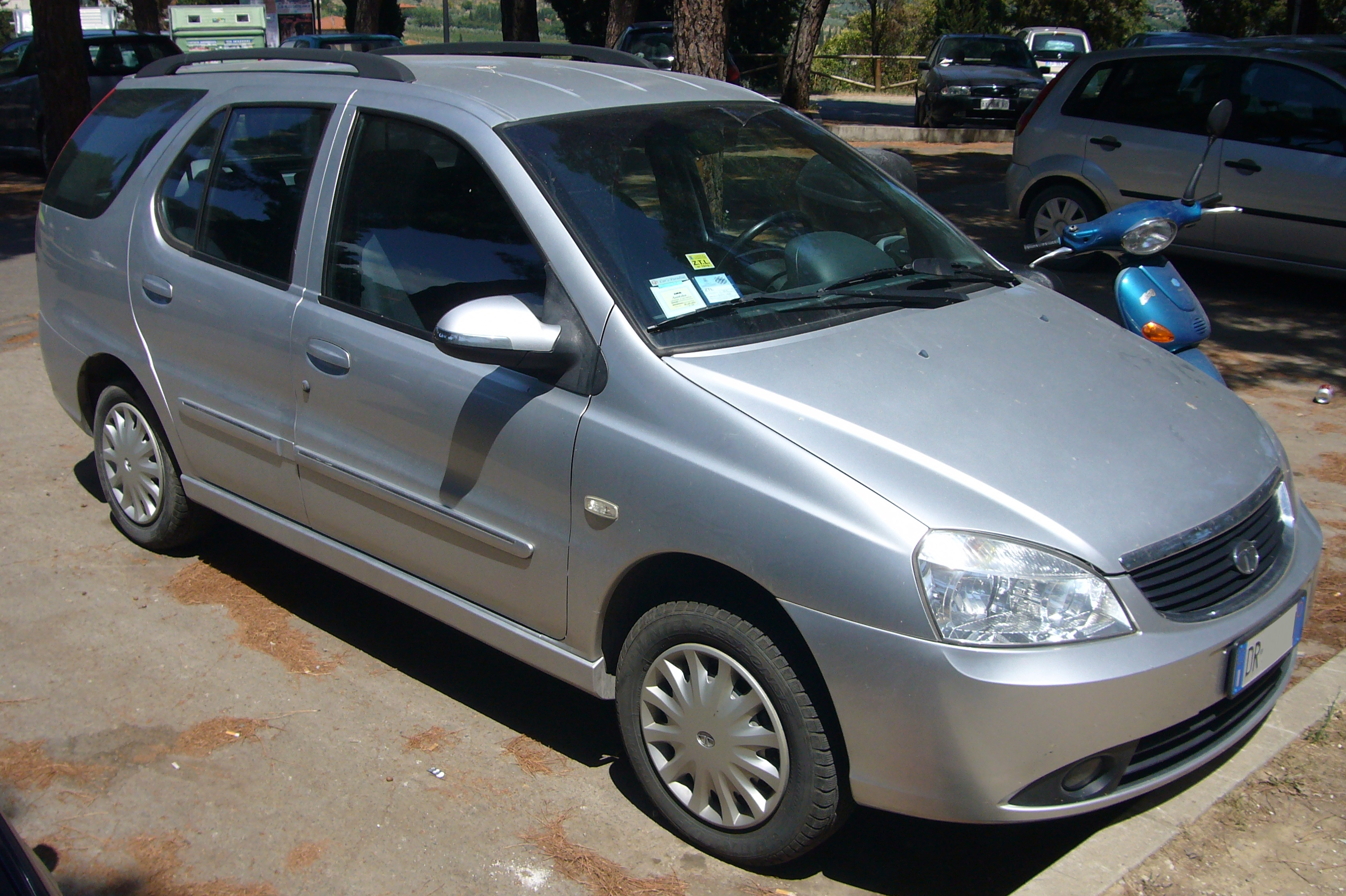
Tata Indigo Marina

Das Kombimodell heißt Indigo Marina (in einigen Exportmärkten auch Indigo SW) und wurde auf der Automobilausstellung in New Delhi 2004 vorgestellt.

### Indigo Marina Advent (2004–2009)
Ebenfalls ab 2004 lieferte Tata den Indigo Marina Advent, einen Softroader ähnlich dem Fiat Adventure.

### Motoren
- 1,4 l-R4, 85 bhp (63 kW) bei 5.500 min−1, 117 Nm bei 3.500 min−1
- 1,4 l-R4-Diesel (nur für Europa und Indien)

## 2. Generation („Indigo Manza“, 2009–2016)
Zwischen 2009 und 2016 gab es eine Stufenheckversion zum Indica der 2. Generation. Um das Fahrzeug vom parallel weitergebauten Vorgängermodell zu unterscheiden, erhielt es den Namenszusatz Manza.